# Megeces
Megeces település Spanyolországban, Valladolid tartományban. Megeces Pedrajas de San Esteban, Alcazarén, Mojados, Aldea de San Miguel, Portillo, Valladolid, Cogeces de Íscar és Íscar községekkel határos. Lakosainak száma 422 fő (2024).

## Népesség
A település népessége az utóbbi években az alábbiak szerint változott:
| Lakosok száma | 454  | 446  | 474  | 474  | 455  | 455  | 431  | 430  | 434  | 422  |
|               | 2001 | 2004 | 2007 | 2009 | 2012 | 2014 | 2017 | 2019 | 2022 | 2024 |